# Tetrastichus inferens
Tetrastichus inferens är en stekelart som beskrevs av Yoshimoto 1970. Tetrastichus inferens ingår i släktet Tetrastichus och familjen finglanssteklar.
Artens utbredningsområde är:
- Guam.
- Taiwan.

Inga underarter finns listade i Catalogue of Life.